# Мохалес-Хук (област)
Област Мохалес Хук е разположена в югозападната част на Лесото. Площта ѝ е 3530 км², а населението, според преброяването през 2016 г., е 165 590 души. Административен център е град Мохалес Хук, който е и единственият град в областта. На запад областта граничи с провинциите Фрайстат и Източен Кейп на РЮА. Областта е разделен на 8 избирателни района.